# 韦万石
韦万石（？—？），雍州万年县（今陕西省西安市长安区）人，出自京兆韦氏逍遥公房，唐朝官员。

## 生平
韦万石很有学问，特别擅长音律。上元年间，从吏部郎中升任太常少卿，当时郊庙的音乐以及燕会的音乐，都是韦万石和太史令姚元辩增减删定，当时人都认为韦万石称职。当初，韦万石曾经上奏说：“太乐博士弟子遭遇丧事的，他们祖先如果没有其他功业，请求用朝夕一哭的礼仪就催促他们返回本职工作。”侍御史刘思立弹劾韦万石说：“移风易俗，没有比音乐更好的了；和睦亲邻教化人们，没有比孝道更好的了。所以守丧三年的礼法，是天下共同遵守的。如今让奏乐的人除丧服奏乐，带着麻布孝带演奏，难道认为下人不能执行礼法，就想限制让他们违背礼法？韦万石官居太常，带头扰乱风化，请交付官吏论罪。”唐高宗李治正委任韦万石，停止了这项奏议。韦万石后来主持吏部选官事务，在任内去世。

## 家庭

### 父亲
- 韦挺，唐朝象州刺史

### 兄弟姐妹
- 韦待价，唐朝文昌右相、安息道行军大总管、扶阳郡公
- 韦履冰，唐朝显武县县令
- 韦兴宗，唐朝河南府渑池县县令
- 韦积庆，唐朝京兆太庙丞
- 韦几原
- 韦氏，嫁唐朝齐州都督、齐青等五州诸军事、齐州刺史、齐王李祐

## 延伸阅读
[在维基数据编辑]
 《新唐書·卷098》，出自《新唐書》